# مانفريد ستول
مانفريد ستول (بالألمانية: Manfred Stohl)‏ مواليد 7 يوليو 1972 في فيينا، هو سائق راليات نمساوي بدأ مسيرته في سنة 1991. كان أول رالي له هو رالي ساحل العاج 1991. تسابق في بطولة العالم للراليات. نافس في بطولة رالي كروس العالمية. صعد على المنصة 6 مرات خلال مسيرته.

## فرق مثلها
- أو إم في

## روابط خارجية
- مانفريد ستول على موقع eWRC-results.com (الإنجليزية)